# Basadingen
Basadingen ist eine ehemalige Orts- und Munizipalgemeinde und eine Ortschaft in der Gemeinde Basadingen-Schlattingen des Bezirks Frauenfeld des Kantons Thurgau in der Schweiz.
Die von 1816 bis 1998 bestehende Munizipalgemeinde umfasste die Ortsgemeinden Basadingen, Schlattingen, Mett-Oberschlatt und Unterschlatt. Am 1. Januar 1999 vereinigten sich die Ortsgemeinden Basadingen und Schlattingen zur politischen Gemeinde Basadingen-Schlattingen und die Ortsgemeinden Mett-Oberschlatt und Unterschlatt zur politischen Gemeinde Schlatt TG.

## Geographie

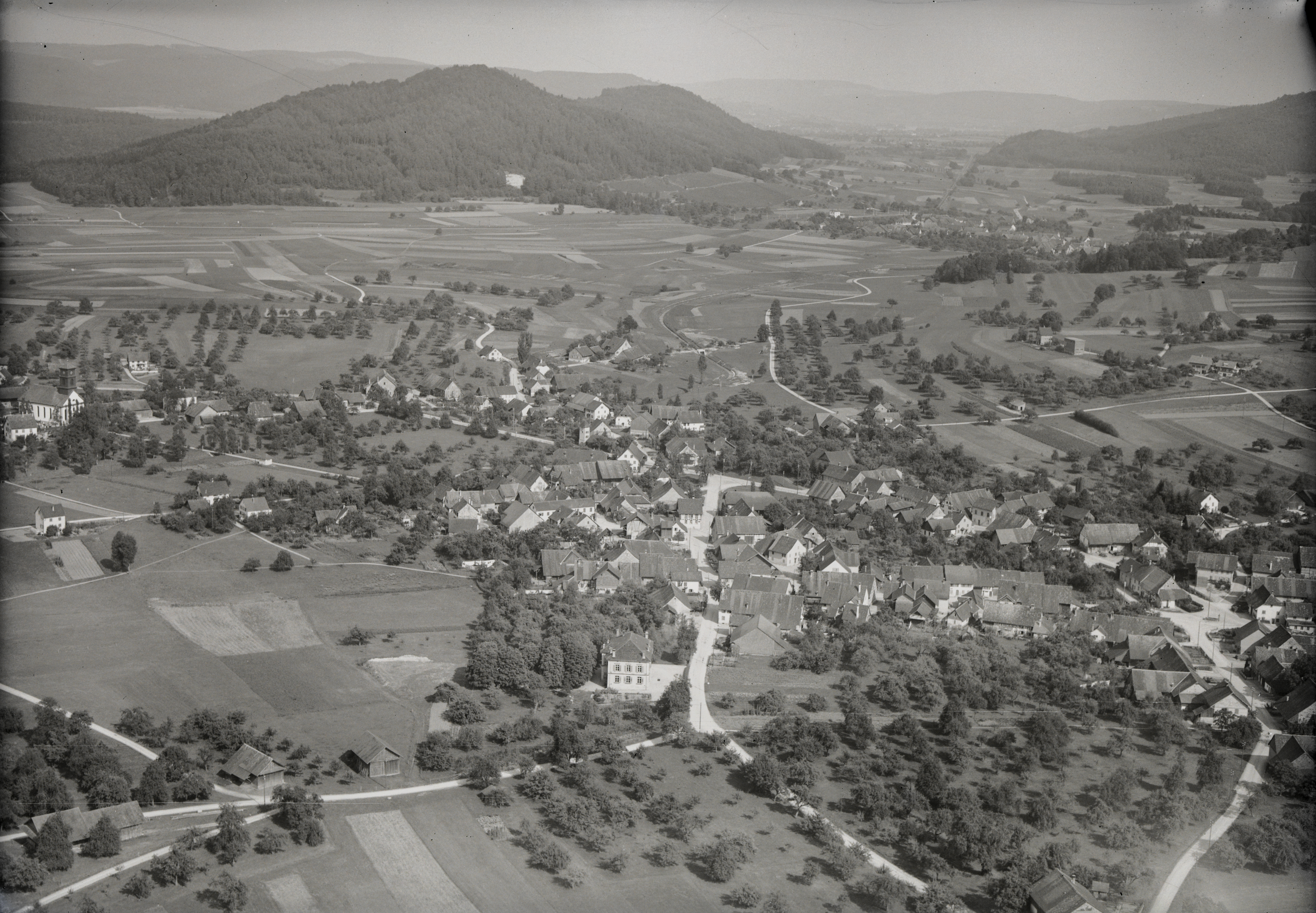
Basadingen im Jahr 1947, im Hintergrund Rodenberg und Schlattingen

Basadingen liegt südlich von Diessenhofen und knapp zwei Kilometer westlich von Schlattingen in der Geisslibachsenke an der Strasse von Diessenhofen nach Trüllikon. Das Haufendorf am Geisslibach ist durch Fachwerksbauten des 17. bis 19. Jahrhunderts entlang des Dreiecks der Hauptstrassen geprägt. Die Kirche liegt nordöstlich des Baches, umringt von traditionellen Bauernhäusern. Die Situation um das Gemeindehaus erreicht eine besondere räumliche Qualität.

## Geschichte

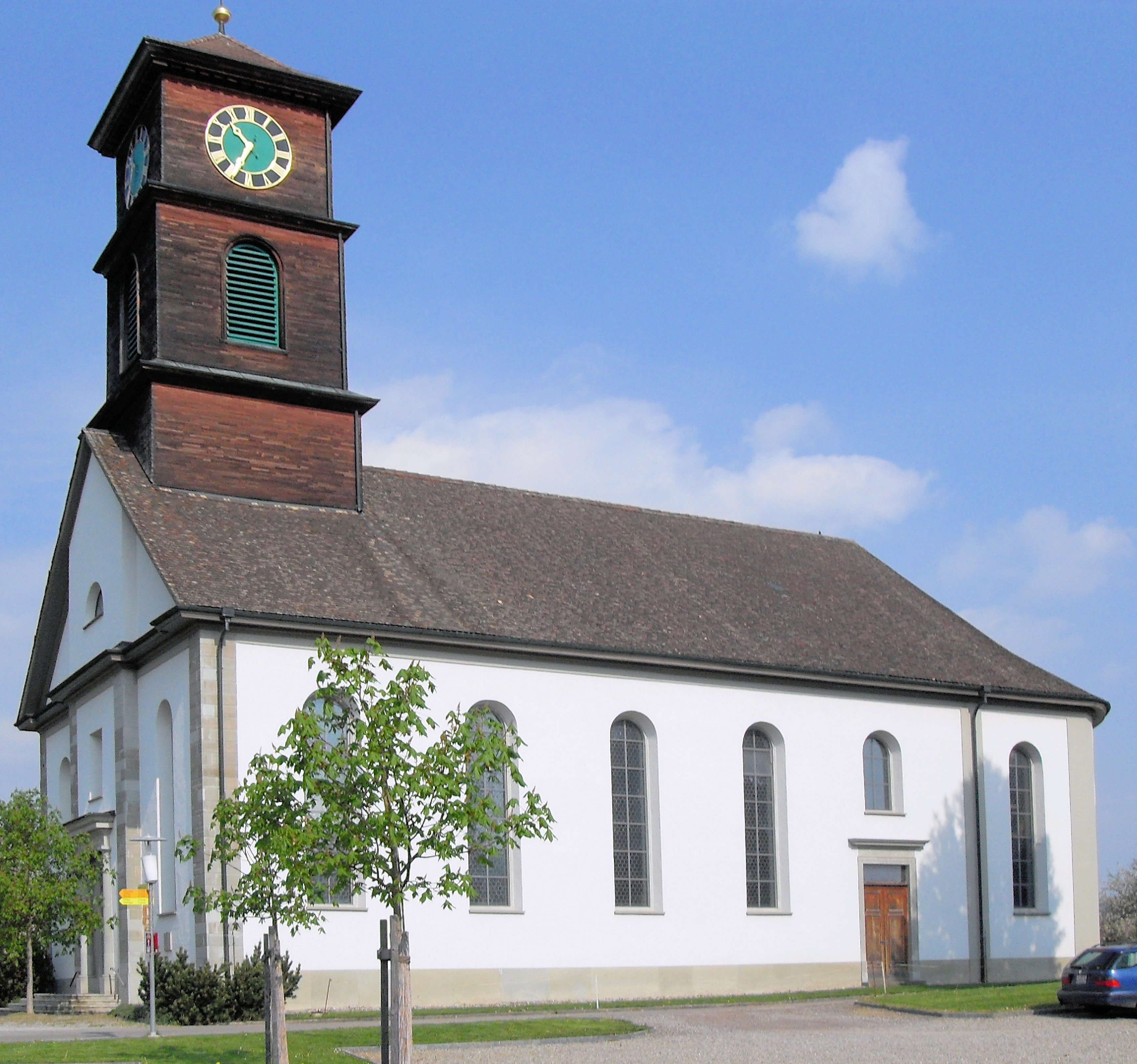
Paritätische Kirche St. Martin

Frühe Siedlungszeugen sind Funde aus der Jungsteinzeit auf dem Buechberg und bei Dickihof sowie eine römische Villa mit Gräberfeld in Unterschlatt. Basadingen wird erstmals erwähnt als Pasnandingas in einer Urkunde von 761. Dieses Schreiben bekundet den Verkauf von Gütern an das Kloster St. Gallen. Vom Frühmittelalter an waren die Klöster St. Gallen, Rheinau, Reichenau und Allerheiligen in Basadingen begütert. 1260 kaufte das Kloster St. Katharinental den Reichenauer Kehlhof. Bis 1330 erwarb es zahlreiche Güter, das Niedergericht und den Zehnten, so dass es fortan beinahe alleiniger Dorfherr war. Das Hochgericht dürfte etwa ab 1300 der Vogtei Diessenhofen gehört haben und 1460 an die Stadt Diessenhofen gelangt sein, welche von 1527 bis 1798 auch die niedere Gerichtsbarkeit in Basadingen ausübte.
Kirchlich gehörte Basadingen vom Hochmittelalter an teils zu Stammheim, teils zur Pfarrei Basadingen, die spätestens im 13. Jahrhundert um die Martinskirche entstand. Letztere wurde 1264 dem Kloster St. Katharinental inkorporiert. Nach der Reformation im Jahr 1529 wurden die Pfarrei Basadingen und der Stammheimer Teil von Basadingen zur Pfarrei Basadingen vereinigt, zu der auch Willisdorf gelangte. 1631 begann mit der Einsetzung eines katholischen Pfarrers die bis heute dauernde Simultaneität. 1845 wurde die bestehende Kirche eingeweiht.
Die Zahl der bäuerlichen Betriebe, die alle in das dörfliche Zelgensystem integriert und ähnlich strukturiert waren, sank von 1328 bis 1433 von circa 40 auf 16, um sich 1470 bis 1550 wieder zu verdoppeln. Danach blieben Siedlungsbild, Nutzungssystem und verzelgte Fläche bis um 1800 stabil, während die Zahl der – bis heute auf den Ackerbau konzentrierten – Betriebe markant stieg. Umfangreiche Waldungen begünstigten den Aufschwung des holzverarbeitenden Gewerbes. Um 1900 boten eine Stickerei und eine Ziegelei einige Fabrikarbeitsplätze, doch blieb der bäuerliche Charakter Basadingens bis um 1970 erhalten. Seither haben landwirtschaftliche Meliorationen mit der Aufgabe des extensiven Obstbaus und ein starkes Bevölkerungswachstum mit neuen Einfamilienhäusern Siedlung und Landschaft verändert.

## Wappen
Blasonierung: In Silber mit aufrecht schreitendem rotem Bär mit schwarzem Halsband.
Der Bär erinnert daran, dass die Klöster St. Gallen und Reichenau in Basadingen Güter besassen. Er stammt vom Kloster St. Gallen, die Farben Rot und Weiss von der Abtei Reichenau.

## Bevölkerung
|                   | 1850  | 1900  | 1950  | 1980  | 1990  | 2000  | 2010   | 2018  | 2023   |
| ----------------- | ----- | ----- | ----- | ----- | ----- | ----- | ------ | ----- | ------ |
| Munizipalgemeinde | 2169  | 1885  | 2429  | 2049  | 2574  |       |        |       |        |
| Ortsgemeinde      | 763   | 662   | 792   | 681   | 821   |       |        |       |        |
| Ortschaft         |       |       |       |       |       | 858   | 923    | 1077  | 1070   |
| Quelle            | [ 7 ] | [ 7 ] | [ 7 ] | [ 7 ] | [ 7 ] | [ 9 ] | [ 10 ] | [ 3 ] | [ 11 ] |

Von den insgesamt 1070 Einwohnern der Ortschaft Basadingen am 31. Dezember 2023 waren 176 bzw. 16,4 % ausländische Staatsbürger. 368 (34,4 %) waren evangelisch-reformiert und 254 (23,7 %) römisch-katholisch.

## Persönlichkeiten
- Albert Barth (1874–1927), Theologe, Pädagoge, Schulleiter und Bildungspolitiker
- Hans Brändli (1896–1974), Pfarrer und Ehrenbürger von Basadingen
- Johann Caspar Häfeli (1754–1811), katholischer Theologe und Lehrer[12]
- Anton Keller (1831–1852), Maler
- Paul Keller (1938–1998), Autorennfahrer

## Ortsbild

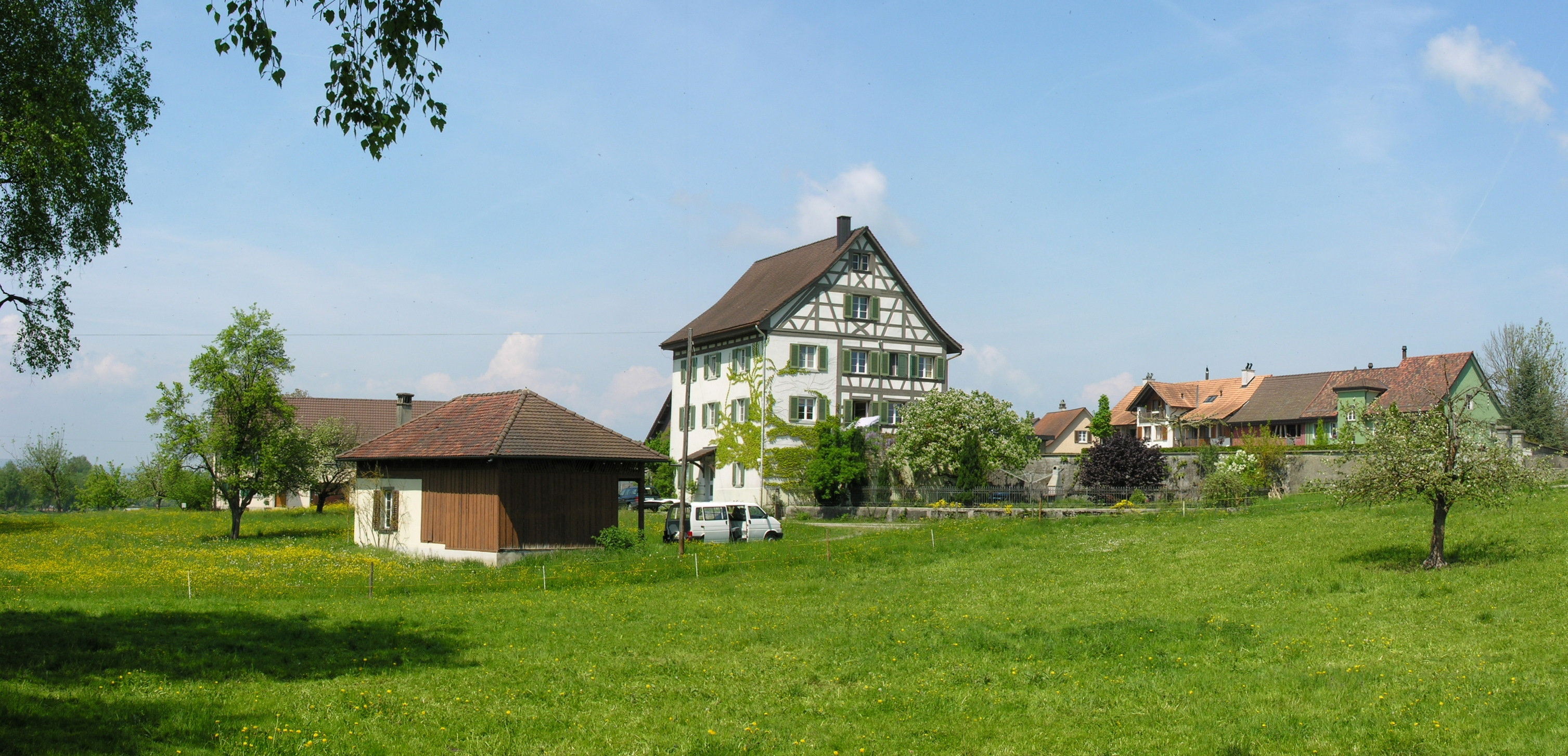
Kulturgeschütztes katholisches Pfarrhaus

Das Ortsbild in Basadingen ist durch die grosse Kirche und die alten Gebäude im Dorfkern geprägt. Ums Dorf herum befinden sich viele Landwirtschaftsflächen und etwas weiter der Wald. Vereinzelt findet man beispielsweise am Hügel Guggebüel einige Weinreben.
Das katholische Pfarrhaus ist in der Liste der Kulturgüter in Basadingen-Schlattingen aufgeführt.